# Bistum Baker
Das Bistum Baker (lateinisch Dioecesis Bakeriensis, englisch Diocese of Baker) ist eine in Oregon in den Vereinigten Staaten gelegene römisch-katholische Diözese mit Sitz in Baker City. 

## Geschichte
Papst Leo XIII. gründete das Bistum Baker City am 19. Juni 1903 aus Gebietsabtretungen des Erzbistums Oregon City, dem es auch als Suffragandiözese unterstellt wurde. 
Am 16. Februar 1952 nahm es den aktuellen Namen an.

## Territorium
Das Bistum Baker umfasst die Countys Wasco, Klamath, Lake, Sherman, Gilliam, Wheeler, Morrow, Grant, Union, Crook, Umatilla, Wallowa, Baker, Harney und Malheur des Bundesstaates Oregon.

## Ordinarien

### Bischöfe von Baker City
- Charles Joseph O’Reilly (25. Juni 1903 – 20. März 1918, dann Bischof von Lincoln)
- Joseph Francis McGrath (21. Dezember 1918 – 12. April 1950)
- Francis Peter Leipzig  (18. Juli 1950 – 16. Februar 1952)

### Bischöfe von Baker
- Francis Peter Leipzig (16. Februar 1952 – 26. April 1971)
- Thomas Joseph Connolly (4. Mai 1971 – 19. November 1999)
- Robert Francis Vasa (19. November 1999 – 24. Januar 2011, dann Koadjutorbischof von Santa Rosa in California)
- Liam Stephen Cary (8. März 2012 – 10. Juli 2025)
- Thomas Hennen (seit 10. Juli 2025)